# Урожайненский район
Урожайненский район (кабард.-черк. Урожайнэ куей) — административный район в составе Кабардино-Балкарской АССР.
Административный центр — село Урожайное.

## География
Урожайненский район располагался на востоке Кабардино-Балкарской АССР. На севере и востоке граничил с Моздокским районом СОАССР, на юге с Терским, на западе с Майским районами. Площадь района составляло — 215 км²

## История
Образован Указом Президиума Верховного Совета РСФСР от 17.01.1944 г. путём разукрупнения Терского района.
Указом Президиума Верховного Совета РСФСР от 28.10.1959 г. район ликвидирован, а территория возвращена в состав Терского района.

## Административное деление
В 1945 году в состав Урожайненского района входило 5 сельсоветов:
| № | Сельсоветы                | Населённые пункты                     |
| 1 | Арикский сельсовет        | с. Арик                               |
| 2 | Красноармейский сельсовет | с. Красноармейское, с. Куян, п. Мкоос |
| 3 | Терекский сельсовет       | с. Терекское                          |
| 4 | Урожайненский сельсовет   | с. Урожайное                          |
| 5 | Хамидиевский сельсовет    | с. Хамидие                            |